# Harald Hegermann
Harald Hegermann (* 27. Januar 1922; † 27. Juli 2004) war ein deutscher evangelischer Theologe.

## Leben
Nach der Promotion zum Dr. theol. in Göttingen am 27. März 1952 und der Habilitation in Halle an der Saale 1957 lehrte er von 1963 bis 1969 als Professor für Neues Testament am Theologischen Seminar Leipzig. Von 1969 bis 1984 hatte er die Professur für Neues Testament an der Ludwig-Maximilians-Universität München.

## Schriften (Auswahl)
- Jesaja 53 in Hexapla, Targum und Peschitta. Gütersloh 1954, OCLC 602427840.
- Die Vorstellung vom Schöpfungsmittler im hellenistischen Judentum und Urchristentum. Berlin 1961, OCLC 4167008.
- Der Brief an die Hebräer. Berlin 1988, ISBN 3-374-00042-8.

| Personendaten    | Personendaten                    |
| ---------------- | -------------------------------- |
| NAME             | Hegermann, Harald                |
| KURZBESCHREIBUNG | deutscher evangelischer Theologe |
| GEBURTSDATUM     | 27. Januar 1922                  |
| STERBEDATUM      | 27. Juli 2004                    |